# Contigliano
Contigliano település Olaszországban, Lazio régióban, Rieti megyében. Lakosainak száma 3674 fő (2023. január 1.). Contigliano Casperia, Colli sul Velino, Cottanello, Greccio, Montasola és Rieti községekkel határos.

## Népesség
A település lakossága az elmúlt években az alábbi módon változott:
| Lakosok száma | 3806 | 3884 | 3674 |
|               | 2017 | 2018 | 2023 |